# Regeringen Persson
Regeringen Persson var en ministär som tillträdde den 22 mars 1996 som Sveriges regering och avgick fredagen den 6 oktober 2006 klockan 12.00 (10 år och 198 dagar), då den efterträddes av Regeringen Reinfeldt. Sammanlagt satt regeringen i 3 825 dagar och leddes av Göran Persson. 
Förutom statsministern själv var det endast Ulrica Messing, Leif Pagrotsky och Thomas Östros som fanns med i regeringen Persson hela tiden mellan 1996 och 2006. Från Perssons ursprungliga ministerlista fanns vid regeringens avgång 2006 även Ylva Johansson med i regeringen, men Johansson stod utanför regeringen mellan 1998 och 2004.

## Statsråd
I de fall där ett statsråd innehaft samma post även i den föregående Regeringen Carlsson III anges hela den sammanhängande tiden på posten i spalten "Tillträdde".
* Statsminister eller departementschef
| Titel                                                            | Namn                 | Namn                       | Tillträdde           | Avgick               | Parti                | Ref                  |                      |                      |                      |
| Statsrådsberedningen                                             | Statsrådsberedningen | Statsrådsberedningen       | Statsrådsberedningen | Statsrådsberedningen | Statsrådsberedningen | Statsrådsberedningen | Statsrådsberedningen | Statsrådsberedningen | Statsrådsberedningen |
| ---------------------------------------------------------------- | -------------------- | -------------------------- | -------------------- | -------------------- | -------------------- | -------------------- | -------------------- | -------------------- | -------------------- |
| Statsminister                                                    |                      | Göran Persson*             | 22 mars 1996         | 6 oktober 2006       | Socialdemokraterna   |                      |                      |                      |                      |
| Vice statsminister                                               |                      | Lena Hjelm-Wallén          | 7 oktober 1998       | 21 oktober 2002      | Socialdemokraterna   | [ 1 ]                |                      |                      |                      |
| Vice statsminister                                               |                      | Margareta Winberg          | 21 oktober 2002      | 31 oktober 2003      | Socialdemokraterna   | [ 1 ] [ 2 ]          |                      |                      |                      |
| Vice statsminister                                               |                      | Lars Engqvist              | 1 juni 2004          | 1 oktober 2004       | Socialdemokraterna   | [ 3 ]                |                      |                      |                      |
| Vice statsminister och idrottsminister                           |                      | Bosse Ringholm             | 1 november 2004      | 6 oktober 2006       | Socialdemokraterna   |                      |                      |                      |                      |
| Samordningsminister och Minister för vapenexportfrågor           |                      | Leif Pagrotsky             | 22 mars 1996         | 1 februari 1997      | Socialdemokraterna   |                      |                      |                      |                      |
| Samordningsminister och Minister för vapenexportfrågor           |                      | Thage G. Peterson          | 1 februari 1997      | 7 oktober 1998       | Socialdemokraterna   |                      |                      |                      |                      |
| Samordningsminister och Minister för vapenexportfrågor           |                      | Pär Nuder                  | 21 oktober 2002      | 21 oktober 2004      | Socialdemokraterna   | [ 1 ] [ 4 ]          |                      |                      |                      |
| Samordningsminister i EU-frågor                                  |                      | Bosse Ringholm             | 1 januari 2005       | 6 oktober 2006       | Socialdemokraterna   |                      |                      |                      |                      |
| Justitiedepartementet                                            |                      |                            |                      |                      |                      |                      |                      |                      |                      |
| Justitieminister                                                 |                      | Laila Freivalds*           | 7 oktober 1994       | 21 september 2000    | Socialdemokraterna   |                      |                      |                      |                      |
| Justitieminister                                                 |                      | Lena Hjelm-Wallén (tf.)*   | 21 september 2000    | 16 oktober 2000      | Socialdemokraterna   |                      |                      |                      |                      |
| Justitieminister                                                 |                      | Thomas Bodström*           | 16 oktober 2000      | 6 oktober 2006       | Socialdemokraterna   | [ 5 ]                |                      |                      |                      |
| Demokrati-, konsument-, och förvaltningsminister                 |                      | Britta Lejon               | 7 oktober 1998       | 16 oktober 2000      | Socialdemokraterna   | [ 6 ] [ 7 ]          |                      |                      |                      |
| Demokrati-, konsument-, ungdoms-, och förvaltningsminister       |                      | Britta Lejon               | 16 oktober 2000      | 15 oktober 2002      | Socialdemokraterna   | [ 6 ] [ 7 ]          |                      |                      |                      |
| Demokrati-, integrations-, jämställdhets- och idrottsminister    |                      | Mona Sahlin                | 15 oktober 2002      | 21 oktober 2004      | Socialdemokraterna   | [ 1 ] [ 4 ]          |                      |                      |                      |
| Demokrati-, storstads-, integrations-, och jämställdhetsminister |                      | Jens Orback                | 21 oktober 2004      | 6 oktober 2006       | Socialdemokraterna   | [ 4 ]                |                      |                      |                      |
| Utrikesdepartementet                                             |                      |                            |                      |                      |                      |                      |                      |                      |                      |
| Utrikesminister                                                  |                      | Lena Hjelm-Wallén*         | 7 oktober 1994       | 7 oktober 1998       | Socialdemokraterna   |                      |                      |                      |                      |
| Utrikesminister                                                  |                      | Anna Lindh*                | 7 oktober 1998       | 11 september 2003 †  | Socialdemokraterna   |                      |                      |                      |                      |
| Utrikesminister                                                  |                      | Jan O. Karlsson (tf.)*     | 11 september         | 10 oktober 2003      | Socialdemokraterna   | [ 8 ] [ 2 ]          |                      |                      |                      |
| Utrikesminister                                                  |                      | Laila Freivalds*           | 10 oktober 2003      | 21 mars 2006         | Socialdemokraterna   | [ 2 ]                |                      |                      |                      |
| Utrikesminister                                                  |                      | Bosse Ringholm (tf.)*      | 21 mars 2006         | 27 mars 2006         | Socialdemokraterna   | [ 9 ]                |                      |                      |                      |
| Utrikesminister                                                  |                      | Carin Jämtin (tf.)*        | 27 mars 2006         | 24 april 2006        | Socialdemokraterna   | [ 9 ]                |                      |                      |                      |
| Utrikesminister                                                  |                      | Jan Eliasson*              | 24 april 2006        | 6 oktober 2006       | Socialdemokraterna   | [ 9 ]                |                      |                      |                      |
| Biståndsminister                                                 |                      | Pierre Schori              | 7 oktober 1994       | 14 september 1999    | Socialdemokraterna   |                      |                      |                      |                      |
| Biståndsminister                                                 |                      | Maj-Inger Klingvall        | 14 september 1999    | 16 november 2001     | Socialdemokraterna   |                      |                      |                      |                      |
| Biståndsminister                                                 |                      | Jan O. Karlsson            | 7 januari 2002       | 10 oktober 2003      | Socialdemokraterna   | [ 10 ] [ 2 ]         |                      |                      |                      |
| Biståndsminister                                                 |                      | Carin Jämtin               | 10 oktober 2003      | 6 oktober 2006       | Socialdemokraterna   | [ 2 ]                |                      |                      |                      |
| Migrationsminister                                               |                      | Pierre Schori              | 22 mars 1996         | 14 september 1999    | Socialdemokraterna   |                      |                      |                      |                      |
| Migrationsminister                                               |                      | Maj-Inger Klingvall        | 14 september 1999    | 16 november 2001     | Socialdemokraterna   |                      |                      |                      |                      |
| Migrationsminister                                               |                      | Jan O. Karlsson            | 7 januari 2002       | 10 oktober 2003      | Socialdemokraterna   | [ 11 ] [ 10 ] [ 2 ]  |                      |                      |                      |
| Migrationsminister                                               |                      | Barbro Holmberg            | 10 oktober 2003      | 6 oktober 2006       | Socialdemokraterna   | [ 2 ]                |                      |                      |                      |
| Utrikeshandelsminister och minister för nordiskt samarbete       |                      | Leif Pagrotsky             | 1 februari 1997      | 21 oktober 2002      | Socialdemokraterna   | [ 1 ]                |                      |                      |                      |
| Försvarsdepartementet                                            |                      |                            |                      |                      |                      |                      |                      |                      |                      |
| Försvarsminister                                                 |                      | Thage G. Peterson*         | 7 oktober 1994       | 1 februari 1997      | Socialdemokraterna   |                      |                      |                      |                      |
| Försvarsminister                                                 |                      | Björn von Sydow*           | 1 februari 1997      | 30 september 2002    | Socialdemokraterna   |                      |                      |                      |                      |
| Försvarsminister                                                 |                      | Lena Hjelm-Wallén (tf.)*   | 30 september 2002    | 21 oktober 2002      | Socialdemokraterna   | [ 1 ]                |                      |                      |                      |
| Försvarsminister                                                 |                      | Pär Nuder (tf.)*           | 21 oktober 2002      | 3 november 2002      | Socialdemokraterna   |                      |                      |                      |                      |
| Försvarsminister                                                 |                      | Leni Björklund*            | 4 november 2002      | 6 oktober 2006       | Socialdemokraterna   | [ 1 ]                |                      |                      |                      |
| Socialdepartementet                                              |                      |                            |                      |                      |                      |                      |                      |                      |                      |
| Socialminister                                                   |                      | Margot Wallström*          | 22 mars 1996         | 7 oktober 1998       | Socialdemokraterna   |                      |                      |                      |                      |
| Socialminister                                                   |                      | Anders Sundström*          | 7 oktober 1998       | 26 oktober 1998      | Socialdemokraterna   |                      |                      |                      |                      |
| Socialminister                                                   |                      | Maj-Inger Klingvall (tf.)* | 26 oktober 1998      | 16 november 1998     | Socialdemokraterna   |                      |                      |                      |                      |
| Socialminister                                                   |                      | Lars Engqvist*             | 16 november 1998     | 13 september 2004    | Socialdemokraterna   | [ 12 ]               |                      |                      |                      |
| Socialminister                                                   |                      | Berit Andnor*              | 13 september 2004    | 6 oktober 2006       | Socialdemokraterna   | [ 12 ]               |                      |                      |                      |
| Socialförsäkringsminister                                        |                      | Maj-Inger Klingvall        | 22 mars 1996         | 14 september 1999    | Socialdemokraterna   |                      |                      |                      |                      |
| Socialförsäkringsminister                                        |                      | Ingela Thalén              | 14 september 1999    | 10 oktober 2002      | Socialdemokraterna   | [ 13 ]               |                      |                      |                      |
| Folkhälso- och socialtjänstminister                              |                      | Morgan Johansson           | 21 oktober 2002      | 6 oktober 2006       | Socialdemokraterna   | [ 1 ]                |                      |                      |                      |
| Barn- och familjeminister                                        |                      | Berit Andnor               | 21 oktober 2002      | 13 september 2004    | Socialdemokraterna   | [ 1 ] [ 12 ]         |                      |                      |                      |
| Vård- och äldreomsorgsminister                                   |                      | Ylva Johansson             | 13 september 2004    | 6 oktober 2006       | Socialdemokraterna   | [ 12 ]               |                      |                      |                      |
| Minister för nordiskt samarbete                                  |                      | Berit Andnor               | 21 oktober 2002      | 6 oktober 2006       | Socialdemokraterna   |                      |                      |                      |                      |
| Kommunikationsdepartementet                                      |                      |                            |                      |                      |                      |                      |                      |                      |                      |
| Kommunikations- och IT-minister                                  |                      | Ines Uusmann*              | 7 oktober 1994       | 6 oktober 1998       | Socialdemokraterna   |                      |                      |                      |                      |
| Kommunikations- och IT-minister                                  |                      | Björn Rosengren (tf.)*     | 7 oktober 1998       | 31 december 1998     | Socialdemokraterna   |                      |                      |                      |                      |
| Finansdepartementet                                              |                      |                            |                      |                      |                      |                      |                      |                      |                      |
| Finansminister                                                   |                      | Erik Åsbrink*              | 22 mars 1996         | 12 april 1999        | Socialdemokraterna   |                      |                      |                      |                      |
| Finansminister                                                   |                      | Bosse Ringholm*            | 12 april 1999        | 21 oktober 2004      | Socialdemokraterna   | [ 4 ]                |                      |                      |                      |
| Finansminister                                                   |                      | Pär Nuder*                 | 21 oktober 2004      | 6 oktober 2006       | Socialdemokraterna   | [ 4 ]                |                      |                      |                      |
| Skatteminister                                                   |                      | Thomas Östros              | 22 mars 1996         | 7 oktober 1998       | Socialdemokraterna   |                      |                      |                      |                      |
| Kommun- och bostadsminister                                      |                      | Lars Engqvist              | 7 oktober 1998       | 16 november 1998     | Socialdemokraterna   |                      |                      |                      |                      |
| Kommun- och bostadsminister                                      |                      | Lars-Erik Lövdén           | 16 november 1998     | 21 oktober 2004      | Socialdemokraterna   | [ 4 ]                |                      |                      |                      |
| Finansmarknadsminister och minister för internationell ekonomi   |                      | Gunnar Lund                | 21 oktober 2002      | 21 oktober 2004      | Socialdemokraterna   | [ 1 ]                |                      |                      |                      |
| Kommun- och finansmarknadsminister                               |                      | Sven-Erik Österberg        | 21 oktober 2004      | 6 oktober 2006       | Socialdemokraterna   | [ 4 ]                |                      |                      |                      |
| Utbildningsdepartementet                                         |                      |                            |                      |                      |                      |                      |                      |                      |                      |
| Utbildningsminister                                              |                      | Carl Tham*                 | 7 oktober 1994       | 7 oktober 1998       | Socialdemokraterna   |                      |                      |                      |                      |
| Utbildningsminister                                              |                      | Thomas Östros*             | 7 oktober 1998       | 21 oktober 2004      | Socialdemokraterna   | [ 4 ]                |                      |                      |                      |
| Utbildningsminister                                              |                      | Leif Pagrotsky*            | 21 oktober 2004      | 6 oktober 2006       | Socialdemokraterna   | [ 4 ]                |                      |                      |                      |
| Kulturminister                                                   |                      | Leif Pagrotsky*            | 1 januari 2005       | 6 oktober 2006       | Socialdemokraterna   | [ 4 ]                |                      |                      |                      |
| Skolminister                                                     |                      | Ylva Johansson             | 7 oktober 1994       | 7 oktober 1998       | Socialdemokraterna   |                      |                      |                      |                      |
| Skolminister                                                     |                      | Ingegerd Wärnersson        | 7 oktober 1998       | 16 januari 2002      | Socialdemokraterna   |                      |                      |                      |                      |
| Skolminister                                                     |                      | Thomas Östros              | 16 januari 2002      | 21 oktober 2004      | Socialdemokraterna   | [ 4 ]                |                      |                      |                      |
| Skolminister                                                     |                      | Ibrahim Baylan             | 21 oktober 2004      | 6 oktober 2006       | Socialdemokraterna   | [ 4 ]                |                      |                      |                      |
| Forskningsminister                                               |                      | Leif Pagrotsky             | 13 september 2004    | 6 oktober 2006       | Socialdemokraterna   |                      |                      |                      |                      |
| Förskole- och ungdomsminister, minister för vuxnas lärande       |                      | Lena Hallengren            | 21 oktober 2002      | 6 oktober 2006       | Socialdemokraterna   | [ 1 ]                |                      |                      |                      |
| Kyrkominister                                                    |                      | Lena Hallengren            | 13 september 2004    | 6 oktober 2006       | Socialdemokraterna   | [ 1 ]                |                      |                      |                      |
| Jordbruksdepartementet                                           |                      |                            |                      |                      |                      |                      |                      |                      |                      |
| Jordbruksminister                                                |                      | Annika Åhnberg*            | 22 mars 1996         | 7 oktober 1998       | Socialdemokraterna   |                      |                      |                      |                      |
| Jordbruks- och jämställdhetsminister                             |                      | Margareta Winberg*         | 7 oktober 1998       | 21 oktober 2002      | Socialdemokraterna   | [ 1 ]                |                      |                      |                      |
| Jordbruks- och konsumentminister                                 |                      | Ann-Christin Nykvist*      | 21 oktober 2002      | 6 oktober 2006       | Socialdemokraterna   | [ 1 ]                |                      |                      |                      |
| Arbetsmarknadsdepartementet                                      |                      |                            |                      |                      |                      |                      |                      |                      |                      |
| Arbetsmarknadsminister och minister för nordiskt samarbete       |                      | Margareta Winberg*         | 22 mars 1996         | 7 oktober 1998       | Socialdemokraterna   |                      |                      |                      |                      |
| Arbetsmarknadsminister och minister för nordiskt samarbete       |                      | Björn Rosengren (tf.)*     | 7 oktober 1998       | 31 december 1998     | Socialdemokraterna   |                      |                      |                      |                      |
| Arbetsrätts- och jämställdhetsminister                           |                      | Ulrica Messing             | 22 mars 1996         | 7 oktober 1998       | Socialdemokraterna   |                      |                      |                      |                      |
| Näringsdepartementet                                             |                      |                            |                      |                      |                      |                      |                      |                      |                      |
| Näringsminister                                                  |                      | Anders Sundström*          | 22 mars 1996         | 7 oktober 1998       | Socialdemokraterna   |                      |                      |                      |                      |
| Näringsminister                                                  |                      | Björn Rosengren*           | 7 oktober 1998       | 15 oktober 2002      | Socialdemokraterna   |                      |                      |                      |                      |
| Näringsminister                                                  |                      | Mona Sahlin (tf.)*         | 15 oktober 2002      | 21 oktober 2002      | Socialdemokraterna   | [ 5 ]                |                      |                      |                      |
| Näringsminister                                                  |                      | Leif Pagrotsky*            | 21 oktober 2002      | 21 oktober 2004      | Socialdemokraterna   |                      |                      |                      |                      |
| Näringsminister                                                  |                      | Thomas Östros*             | 21 oktober 2004      | 6 oktober 2006       | Socialdemokraterna   |                      |                      |                      |                      |
| Arbetslivsminister                                               |                      | Mona Sahlin                | 7 oktober 1998       | 15 oktober 2002      | Socialdemokraterna   |                      |                      |                      |                      |
| Arbetslivsminister                                               |                      | Hans Karlsson              | 15 oktober 2002      | 6 oktober 2006       | Socialdemokraterna   |                      |                      |                      |                      |
| Infrastrukturminister                                            |                      | Ulrica Messing             | 21 oktober 2000      | 7 oktober 2006       | Socialdemokraterna   |                      |                      |                      |                      |
| Handelsminister                                                  |                      | Björn von Sydow            | 22 mars 1996         | 1 februari 1997      | Socialdemokraterna   |                      |                      |                      |                      |
| Civildepartementet/Inrikesdepartementet                          |                      |                            |                      |                      |                      |                      |                      |                      |                      |
| Civilminister                                                    |                      | Jörgen Andersson*          | 22 mars 1996         | 30 juni 1996         | Socialdemokraterna   |                      |                      |                      |                      |
| Inrikesminister                                                  |                      | Jörgen Andersson*          | 1 juli 1996          | 7 oktober 1998       | Socialdemokraterna   |                      |                      |                      |                      |
| Inrikesminister                                                  |                      | Lars Engqvist (tf.)*       | 7 oktober 1998       | 16 november 1998     | Socialdemokraterna   |                      |                      |                      |                      |
| Inrikesminister                                                  |                      | Lars-Erik Lövdén (tf.)*    | 16 november 1998     | 31 december 1998     | Socialdemokraterna   |                      |                      |                      |                      |
| Integrations-, idrotts-, ungdoms-, och konsumentminister         |                      | Leif Blomberg              | 22 mars 1996         | 2 mars 1998 †        | Socialdemokraterna   |                      |                      |                      |                      |
| Integrations-, idrotts-, ungdoms-, och konsumentminister         |                      | Lars Engqvist              | 25 mars 1998         | 7 oktober 1998       | Socialdemokraterna   |                      |                      |                      |                      |
| Kulturdepartementet                                              |                      |                            |                      |                      |                      |                      |                      |                      |                      |
| Kulturminister                                                   |                      | Marita Ulvskog*            | 22 mars 1996         | 13 september 2004    | Socialdemokraterna   | [ 14 ]               |                      |                      |                      |
| Kulturminister                                                   |                      | Pär Nuder (tf.)*           | 13 september 2004    | 21 oktober 2004      | Socialdemokraterna   | [ 14 ]               |                      |                      |                      |
| Kulturminister                                                   |                      | Leif Pagrotsky*            | 21 oktober 2004      | 31 december 2004     | Socialdemokraterna   | [ 4 ]                |                      |                      |                      |
| Kyrkominister                                                    |                      | Marita Ulvskog*            | 22 mars 1996         | 13 september 2004    | Socialdemokraterna   | [ 14 ]               |                      |                      |                      |
| Integrations-, idrotts-, och ungdomsminister                     |                      | Ulrica Messing             | 7 oktober 1998       | 21 oktober 2000      | Socialdemokraterna   |                      |                      |                      |                      |
| Miljödepartementet                                               |                      |                            |                      |                      |                      |                      |                      |                      |                      |
| Miljöminister                                                    |                      | Anna Lindh*                | 7 oktober 1994       | 7 oktober 1998       | Socialdemokraterna   |                      |                      |                      |                      |
| Miljöminister                                                    |                      | Kjell Larsson*             | 7 oktober 1998       | 15 oktober 2002      | Socialdemokraterna   | [ 6 ]                |                      |                      |                      |
| Miljöminister                                                    |                      | Lena Sommestad*            | 21 oktober 2002      | 6 oktober 2006       | Socialdemokraterna   | [ 1 ]                |                      |                      |                      |
| Samhällsbyggnads-, bostads-, och energiminister                  |                      | Mona Sahlin*               | 21 oktober 2004      | 6 oktober 2006       | Socialdemokraterna   | [ 4 ]                |                      |                      |                      |
| Biträdande miljöminister                                         |                      | Lena Sommestad             | 16 januari 2002      | 21 oktober 2002      | Socialdemokraterna   |                      |                      |                      |                      |

1. ↑  I och med regeringsombildningen den 21 oktober 2002, då Leif Pagrotsky lämnade utrikesdepartementet, övertog Jan O. Karlsson även samarbetet med Central- och Östeuropa. ”Arkiverade kopian”. Arkiverad från originalet den 29 september 2007. https://web.archive.org/web/20070929111728/http://www.regeringen.se/sb/d/119/a/7073. Läst 23 juni 2010.
2. ↑  Kommunikationsdepartementet upphörde 31 december 1998 och departementets tidigare skötta ärenden överflyttades då till näringsdepartementet.
3. ↑  Utbildningsdepartementet hette från och med 1 januari 2005 Utbildnings- och kulturdepartementet, i och med att Kulturdepartementets tidigare ansvarsområde då överfördes till departementet.
4. ↑  Arbetsmarknadsdepartementet upphörde 31 december 1998 och departementets tidigare skötta ärenden överflyttades då till näringsdepartementet.
5. ↑  Civildepartementet bytte i halvårsskiftet 1996 namn till inrikesdepartementet och dess chefentitel ändrades då från civilminister till inrikesminister. Departementet upphörde 1998 och dess tidigare skötta ärenden överflyttades då till flera olika departement.
6. ↑  Kulturdepartementet upphörde 31 december 2004 och departementets ärenden överflyttades till Utbildnings- och kulturdepartementet.
7. ↑  Miljödepartementet hette från 1 november 2004 Miljö- och samhällsbyggnadsdepartementet.
8. ↑  Fram till regeringsombildningen 21 oktober 2004 var miljöministern departementschef, men efter ombildningen övertogs denna roll av samhällsbyggnadsministern.

## Samarbete med Vänsterpartiet och Miljöpartiet
Efter riksdagsvalet 1998 kom regeringen överens med Vänsterpartiet och Miljöpartiet att samarbeta. Den 5 oktober 1998 meddelade partierna i ett pressmeddelande att de skulle samarbeta på fem områden: ekonomi, sysselsättning, rättvis fördelning, jämställdhet och miljö. Samarbetet skulle komma att manifesteras såväl i riksdagen som genom gemensamma arbetsgrupper mellan partierna. Partierna hade enats om att tillsätta särskilda arbetsgrupper för att lägga konkreta förslag på sysselsättningsområdet.
Efter riksdagsvalet 2002 kom partierna överens om att fortsätta samarbetet ytterligare en mandatperiod.

## Misstroendeomröstning 1998
Efter statsministerns regeringsförklaring tisdagen den 6 oktober 1998 begärde Carl Bildt (m) ordet och framställde ett yrkande om misstroendeförklaring. Carl Bildt anförde följande:
Låt mig därefter mera formellt säga att efter ett val, som innebär ett mycket betydande nederlag för regeringspartiet, bör statsministern avgå och bereda utrymme för en regeringsbildningsprocess under talmannens ledning. Så har icke skett.
Carl Bildt överlämnade också en skrivelse till talmannen av vilken det framgick att yrkandet biträddes av 35 moderata riksdagsledamöter.
Efter två bordläggningar företogs ärendet till avgörande torsdagen den 8 oktober 1998. Före omröstningen gjordes ett inlägg från vartdera av de sju riksdagspartierna.
- Sven Hulterström (s) menade att yrkandet inte skulle betraktas som någonting annat än en politisk demonstration. Vidare uttalade han: "Som alla vet tog statsministern redan på valnatten kontakt med ledarna för Miljöpartiet och Vänsterpartiet i syfte att bana väg för en handlingskraftig majoritet i riksdagen. De förhandlingar som därefter inleddes har resulterat i en uppgörelse om den ekonomiska politiken, sysselsättningspolitiken, fördelningspolitiken, jämställdhetspolitiken och miljöpolitiken."
- Gudrun Schyman (v) uttalade att det parlamentariska läget var klargjort genom den gemensamma kommuniké som Vänsterpartiet, Miljöpartiet och Socialdemokraterna hade lämnat. Den visade med all önskvärd tydlighet att de tre partierna hade gått in i ett långsiktigt politiskt samarbete som skulle sträcka sig över hela mandatperioden på de angivna områdena.
- Göran Hägglund (kd) menade med hänvisning till den socialdemokratiska valförlusten att det rimliga hade varit att regeringspartiet låtit talmannen pröva förutsättningarna för ett regeringsunderlag med största möjliga bredd. "Respekten för parlamentarismens principer borde därför ha lett till en avskedsansökan från statsministern, även om konstitutionen inte uttryckligen kräver det." Emellertid hade det genom trepartiuppgörelsen visats att det fanns goda förutsättningar för ett långsiktigt samarbete mellan de tre partierna. Kristdemokraterna konstaterade således att det för närvarande förelåg majoritetsstöd för den sittande regeringen, varför partiet skulle avstå i omröstningen.
- Agne Hansson (c) framhöll att det inte fanns något formellt hinder för en regering att sitta kvar efter en valförlust. Vidare menade han att förhållandet liknande en omröstning om ett förslag från talmannen till regeringsbildare. Centerpartiets förhållningssätt var, liksom i tidigare liknande situationer, att avstå i omröstningen då regeringsbildningen bedömts vara i överensstämmelse med den parlamentariska situationen.
- Lars Leijonborg (fp) uttalade att det hade varit mest korrekt av statsministern att efter valet agera som Ola Ullsten 1979, alltså lämna in sin avskedsansökan och låta en ny regeringsbildning ske under talmannens ledning. Vidare menade Leijonborg att omröstningen kunde ses som ett slags omvänd statsministeromröstning. Folkpartiet skulle i enlighet med partiets praxis lägga ned sina röster med hänsyn till den uppgörelse som träffats mellan Socialdemokraterna, Vänsterpartiet och Miljöpartiet. Hållfastheten och trovärdigheten i uppgörelsen kunde visserligen ifrågasättas, men om de tre partierna själva ansåg sig utgöra en regeringsduglig majoritet, fick det tills vidare godtas.
- Marianne Samuelsson (mp) anförde att Miljöpartiet skulle rösta nej. Miljöpartiet hade tagit sitt parlamentariska ansvar efter valet genom att tillsammans med Socialdemokraterna och Vänsterpartiet diskutera fram ett budgetförslag. Enligt Samuelsson var inriktningen ett långsiktigt samarbete som förhoppningsvis skulle kunna räcka över mandatperioden.

I omröstningen röstade 82 ledamöter (m) för bifall till yrkandet om misstroendeförklaring, medan 186 ledamöter (s, v och mp) röstade för avslag. Avstod från att rösta gjorde 74 ledamöter (kd, c och fp).

## Misstroendeomröstning 2002
Den 30 september 2002 yrkade Moderaternas partiledare Bo Lundgren på misstroendeförklaring mot regeringen. Innan omröstningen den 2 oktober hävdade Lundgren att:
Förra mandatperioden regerade Socialdemokraterna med stöd av Vänsterpartiet och Miljöpartiet i enlighet med ett skriftligt upprättat avtal. Detta samarbete förklarades för avslutat i en gemensam debattartikel i december förra året. De uttalanden som efter valet gjordes av företrädare för Vänsterpartiet och Miljöpartiet visade att dessa partier inte var beredda att ovillkorligt stödja Socialdemokraterna. Tvärtom ställdes, och ställs, nya krav för ett fortsatt samarbete. I denna oklara situation borde Socialdemokraterna ha avgått och låtit grundlagens bestämmelser tillämpas.
- Bo Könberg (fp) förklarade att: "Låt mig tillägga att det alltmer befästa systemet med stödpartier utgör ett konstitutionellt problem. När partier som i riksdagen formellt behandlas som oppositionspartier, formellt helt saknar ansvar och heller inte är underkastade riksdagens kontrollmakt i praktiken ges ett stort inflytande på det löpande regeringsarbetet är detta inte problemfritt." Folkpartiet skulle därför rösta i enlighet med yrkandet.
- Göran Hägglund (kd) menade att dagens situation skilde sig från 1998, då Kristdemokraterna hade lagt ned rösterna: "På samma sätt som 1998 saknas i dag ett majoritetsparti. Det pågår förhandlingar mellan Socialdemokraterna och Vänsterpartiet, men eventuella resultat är i dag höljda i dunkel för riksdagen och dess ledamöter. Förhandlingarna är inte slutförda. Det finns någon form av uppgörelse, med för oss oklart innehåll, mellan Socialdemokraterna och Miljöpartiet. Men det finns i dag ingen uppgörelse mellan de tre partierna som presenterats för allmänheten eller för riksdagen av den art som fanns 1998 vare sig när det gäller formerna för samarbete eller dess tänkta innehåll." Kristdemokraterna skulle därför rösta för yrkandet.
- Agne Hansson (c) menade att en regering med automatik skulle avgå efter riksdagsval. Förtroendeomröstning var därför ett sätt att visa om regeringen hade stöd av en majoritet i riksdagen. Centerpartiet skulle därför rösta för yrkandet.
- Peter Eriksson (mp) menade att det bästa vore om regeringen bestod av partier som tillsammans hade en majoritet i riksdagen men att detta i nuvarande läge inte varit möjligt. Miljöpartiet hade nu ett avtal om samarbete med regeringen vad gäller den ekonomiska politiken och några sakområden och partiet skulle därför avstå från att delta i omröstningen.

Vid omröstningen yrkade 158 ledamöter för bifall (m, fp, kd, c) medan 174 ledamöter röstade för avslag (s, v).

## Händelser 2006
Utrikesminister Laila Freivalds meddelade den 21 mars 2006 sin avgång, sedan det framkommit att hon känt till att en tjänsteman vid Utrikesdepartementet (UD) tagit kontakt med webbhotell Levonline AB, som den 9 februari 2006 stängde ned en av Sverigedemokraternas webbplatser. Detta var i samband med deras partitidning SD-Kuriren utlyst en teckningstävling och publicerat "den bästa karikatyren" av den islamiske profeten Muhammed på sin webbplats den 3 februari 2006. UD:s agerande kritiserades bland annat av Publicistklubbens ordförande Stig Fredrikson som kallade det hela "oerhört anmärkningsvärt" och sade att det "verkar som om yttrandefriheten får ge vika för utrikespolitiken". Även pressombudsmannen Olle Stenholm var kritisk och jämförde händelsen med den svenska censurlagstiftningen under andra världskriget. Folkpartiledaren Lars Leijonborg anmälde ärendet till riksdagens konstitutionsutskott, för att utreda om UD:s agerande inneburit brott mot tryckfrihetsförordningen.

## Politik
Göran Perssons regeringar mellan 1994 och 2006 uppfyllde mellan 81 och 86 procent av sina vallöften, enligt Elin Naurins forskning.

## Kritik
Regeringen Persson fick utstå mycket kritik för sitt agerande under Tsunamikatastrofen 2004.